# Lindolfo Delgado
Lindolfo Delgado Garza (* 31. Dezember 1994 in Linares, Nuevo León, Mexiko) ist ein mexikanischer Profiboxer im Halbweltergewicht.

## Amateurkarriere
Er begann 2004 mit dem Boxsport und gewann 139 von 154 Amateurkämpfen. Im Leichtgewicht gewann er 2012 die mexikanische Nationen-Olympiade, 2014 das panamerikanische Sportfestival, sowie jeweils die Silbermedaille bei den Zentralamerika- und Karibikspielen 2014 und den Panamerikanischen Spielen 2015. Beim Olympiaqualifikationsturnier 2016 in Venezuela gewann er im Finale vorzeitig gegen Amnat Ruenroeng und qualifizierte sich damit für die Olympischen Spiele 2016 in Rio de Janeiro. Dort unterlag er im ersten Kampf gegen Carmine Tommasone.
Darüber hinaus war er Teilnehmer der Weltmeisterschaften 2013 (Achtelfinale) und 2015 (Vorrunde).

## Profikarriere
Er unterschrieb im Januar 2017 einen Profivertrag mit Ringstar Sports des Promoters Richard Schaefer. Sein Profidebüt gewann er am 9. April 2017 in Los Angeles. 